# Xanca pitblanca
La xanca pitblanca (Grallaria hypoleuca) és una espècie d'ocell de la família dels gral·làrids (Grallariidae).

## Hàbitat i distribució
Habita el sotabosc de la selva pluvial, clars i vegetació secundària dels Andes de l'est de Colòmbia, Equador i nord-oest del Perú.